# Les Contamines-Montjoie
Les Contamines-Montjoie ist eine französische Gemeinde mit 1083 Einwohnern (Stand 1. Januar 2022) im Département Haute-Savoie in der Region Auvergne-Rhône-Alpes.

## Geographie
Les Contamines-Montjoie liegt auf 1164 m, östlich von Megève, etwa 60 Kilometer südöstlich der Stadt Genf (Luftlinie). Das Dorf erstreckt sich in einem offenen Talkessel des Val Montjoie in den Savoyer Alpen am Westfuß des Mont Blanc.
Die Fläche des 81,35 km² großen Gemeindegebiets umfasst einen Abschnitt der Savoyer Alpen. Das Gebiet nimmt den ganzen oberen Teil des stark reliefierten Einzugsbereichs des Bon Nant ein. Mehrere Quellbäche aus den Gletschern des Mont-Blanc-Massivs vereinigen sich zum Bon Nant, welcher in einem offenen Tal nach Norden zur Arve fließt. Das Tal wird von bewaldeten Hängen flankiert; die Waldgrenze liegt meist im Bereich von etwa 2000 m. Darüber befinden sich auf der westlichen Talseite die großen Alpweiden von Mont Joly (2525 m), Aiguille Croche (2487 m) und Col du Joly (1989 m). Die östliche Talseite ist geprägt durch schroffe Felswände, die von den eisbedeckten Gipfeln der zum Mont-Blanc-Massiv gehörenden Dômes de Miage (3670 m), Tré la Tête (3930 m) und Aiguilles des Glaciers (3816 m) überragt werden. Sie bilden das Ursprungsgebiet des Glacier de Tré la Tête, dessen Gletscherzunge bis 2200 m hinunterreicht. Nach Süden erstreckt sich das Gemeindeareal auf die Alp Jovet mit den Bergseen Lacs Jovet. Ein Großteil des Gemeindebodens ist Teil des Naturreservats Contamines-Montjoie.
Zu Les Contamines-Montjoie gehören neben dem eigentlichen Ortskern auch verschiedene Weiler- und Feriensiedlungen sowie Gehöfte, die alle im Bereich des Talbodens des Val Montjoie liegen:
- Tresse (1020 m)
- La Chapelle (1050 m)
- Le Champelet (1100 m)
- La Revenaz (1120 m)
- La Berfière (1130 m)
- Nivorin (1160 m)
- Le Baptieu (1200 m)
- Le Cugnon (1180 m)
- La Gorge (1190 m)

Nachbargemeinden von Les Contamines-Montjoie sind Bourg-Saint-Maurice, Beaufort und Hauteluce im Süden, Saint-Gervais-les-Bains im Norden sowie die italienische Gemeinde Courmayeur im Osten.

## Geschichte
Das Val Montjoie war bereits im 2. Jahrhundert besiedelt. Die erste urkundliche Erwähnung des Ortes erfolgte 1277 unter dem Namen Contamina; ab 1730 war die Schreibweise Les Contamines üblich. Der Ortsname geht auf das lateinische Wort condominium (gemeinsam verwalteter Besitz) zurück. Im Mittelalter gehörte Les Contamines zum Gebiet der Herren von Faucigny, die im Val Montjoie eine Kastellanei einrichteten. Als Teil der Dauphiné gelangte der Ort 1349 an Frankreich, wurde aber im Vertrag von Paris 1355 in einem Länderabtausch an die Grafen von Savoyen abgegeben. Danach teilte Les Contamines das Schicksal Savoyens. Seit 1949 heißt die Gemeinde offiziell Les Contamines-Montjoie. Seit 2000 besteht eine Städtepartnerschaft mit dem bretonischen Névez.

## Sehenswürdigkeiten

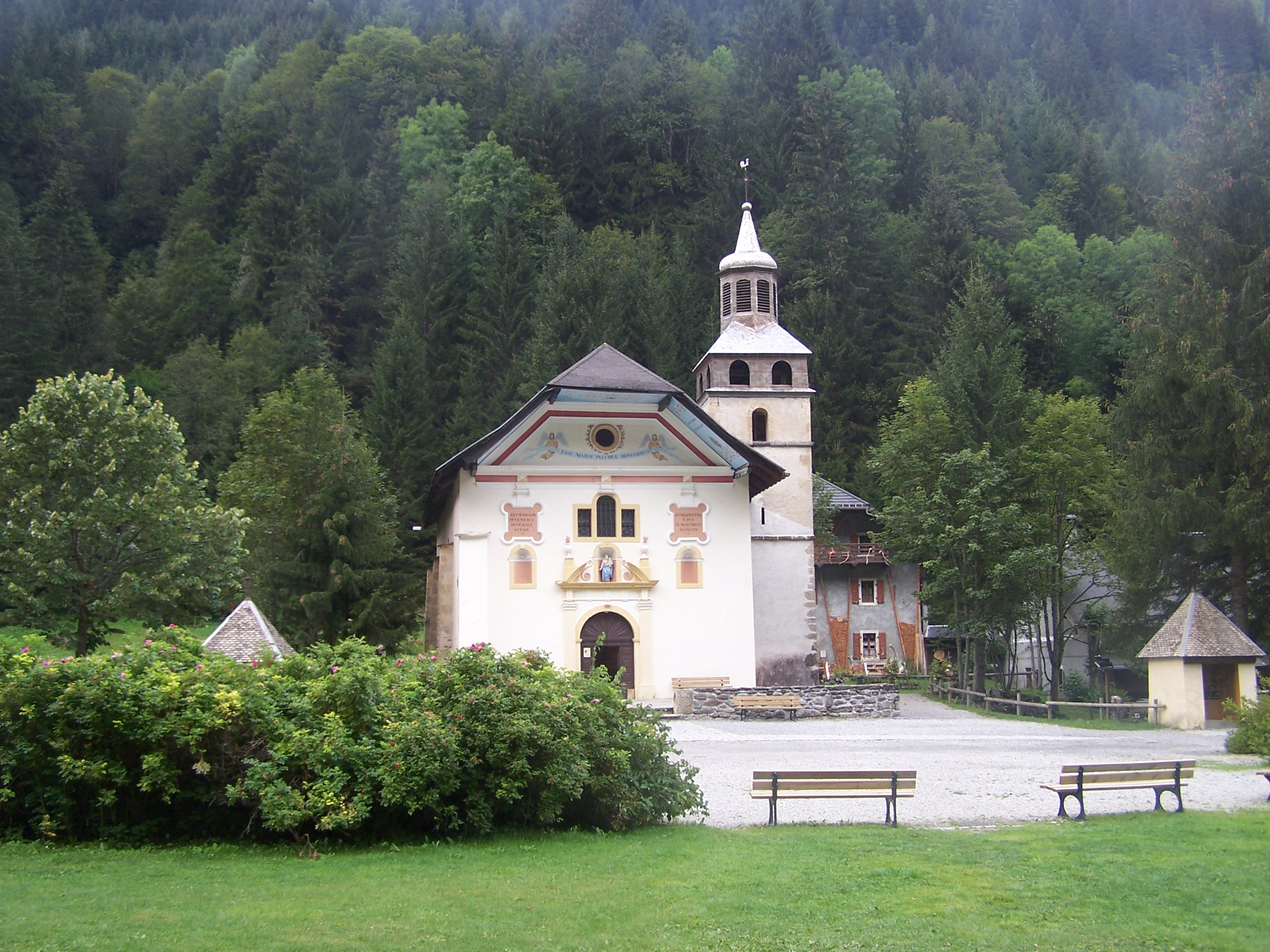
Notre Dame de la Gorge

Die heutige Pfarrkirche Sainte-Trinité (Heilige Dreifaltigkeit) wurde 1760 im Stil des Barock an der Stelle einer mittelalterlichen Burg errichtet, die einst den Weg über den Col du Bonhomme kontrollierte. Ebenfalls im Barockstil ist die Kirche Notre Dame de la Gorge am südlichen Ende des Val Montjoie gehalten. Sie ersetzte 1699 einen Vorgängerbau aus dem 13. Jahrhundert und diente bis zum Bau der Kirche Sainte-Trinité als Pfarrkirche des Tales. Weitere Kapellen befinden sich in den Weilern La Chapelle und Baptieu.
Der Ort ist ein beliebter Ausgangspunkt für Wanderungen im Montblanc-Massiv. Die Bandbreite reicht von einfachen Tagestouren (z. B. Mont Joly, Col de la Fenêtre oder Col de Tricot) bis zu mehrtägigen anspruchsvollen Hochtouren wie z. B. der Überschreitung der Dômes de Miage. So ergibt die hochalpine Tagestour zum Refuge de Conscrit einen ersten Einblick in die Wildheit und Schönheit des Naturschutzgebietes. Durch den Ort führt auch der Fernwanderweg Tour du Mont-Blanc.

## Bevölkerung
| Jahr                       | 1962 | 1968 | 1975 | 1982 | 1990 | 1999 | 2004 | 2018 |
| Einwohner                  | 753  | 909  | 853  | 1027 | 994  | 1129 | 1125 | 1143 |
| Quellen: Cassini und INSEE |      |      |      |      |      |      |      |      |

Mit 1083 Einwohnern (Stand 1. Januar 2022) gehört Les Contamines-Montjoie zu den kleineren Gemeinden des Départements Haute-Savoie. Im Verlauf der letzten Jahrzehnte wurden verschiedene Schwankungen der Einwohnerzahl verzeichnet.

## Wirtschaft und Infrastruktur
Les Contamines-Montjoie war bis weit ins 20. Jahrhundert hinein ein vorwiegend durch die Landwirtschaft und Alpwirtschaft geprägtes Dorf. Heute gibt es verschiedene Betriebe des Kleingewerbes. In den letzten Jahrzehnten hat sich Les Contamines-Montjoie zu einem wichtigen Ferienort entwickelt. Die Gemeinde ist sowohl auf den Sommer- als auch auf den Wintertourismus spezialisiert. Zahlreiche Bergbahnen und Skilifte führen auf die umliegenden Berghänge, insbesondere auf die Passhöhe des Col du Joly. Von diesem Pass und dem Bergkamm des Mont Joly bietet sich eine hervorragende Aussicht auf das Mont-Blanc-Massiv.
Die Ortschaft liegt abseits der größeren Durchgangsstraßen, ist aber verkehrsmäßig recht gut erschlossen. Die Zufahrt erfolgt von Saint-Gervais-les-Bains durch das Val Montjoie. Der nächste Anschluss an die Autobahn A 40 befindet sich in einer Entfernung von rund 15 Kilometern.

## Persönlichkeiten
- Coline Mattel (* 1995), Skispringerin
- Louis Obersteiner (* 2004), österreichisch-französischer Skispringer